# Janjina
Janjina – wieś w Chorwacji, w żupanii dubrownicko-neretwiańskiej, siedziba gminy Janjina. W 2011 roku liczyła 203 mieszkańców.

## Charakterystyka
Jest położona w środkowej części półwyspu Pelješac, 1,5 km od wybrzeża.
Miejscowa gospodarka oparta jest na rolnictwie (uprawa winorośli i oliwek; hodowla owiec i kóz) i turystyce.
Na terenie Janjiny znajdują się ruiny kościoła pw. św. Jerzego z IX–XI wieku i dwór z XV wieku.